# Hesperophanes erosus
Hesperophanes erosus es una especie de escarabajo longicornio del género Hesperophanes, tribu Hesperophanini, orden Coleoptera. Fue descrita científicamente por Gahan en 1894.

## Descripción
Mide 23 milímetros de longitud.

## Distribución
Se distribuye por Birmania.